# Здание Правительства Украины
Дом Правительства Украины (укр. Будинок Уряду України) — крупнейшее в Киеве историческое десятиэтажное административное здание, расположенное по ул. Михаила Грушевского, 12/2, памятник архитектуры. Возведено в 1936—1938 годах, стало первым объектом нового административного комплекса на Липках. С момента постройки здание занимал высший исполнительный и распорядительный орган республиканской власти УССР — Совет Народных Комиссаров, с 1946 года по 1991 год — Совет Министров УССР. С 1991 года в нём размещается Кабинет Министров Украины.
После подрыва небоскрёба Гинзбурга, с 1941 по 1954 год сооружение было наивысшим зданием Киева.

## История здания
Дом Совета Народных Комиссаров УССР стал первым объектом нового республиканского административного центра на Липках, формирование которого было связано с перенесением в 1934 году столицы Украины из Харькова в Киев. Проект здания разработан архитекторами И. А. Фоминым и П. В. Абросимовым в 1935 году.
Дом сначала предназначался для Народного комиссариата внутренних дел УССР (НКВД), а Совет Народных Комиссаров УССР (Совнарком) должен был разместиться в здании, которое ныне занимает Министерство иностранных дел Украины на Михайловской площади. Однако, когда планы строительства правительственного центра изменились, и отказались от его размещения в Верхнем городе, для размещения Совнаркома передали только что завершённое здание НКВД, здание для Верховного Совета построили напротив, а под дом ЦК КПУ переоборудовали здания штаба Киевского военного округа.
После завершения строительства тут находился высший исполнительный и распорядительный орган власти УССР — Совет Народных Комиссаров, с 25 марта 1946 — Совет Министров УССР. В 1991 году здание принял Кабинет Министров Украины, и оно получило новое название — Дом Правительства Украины.
Дом Правительства и Клуб Кабмина образуют общий двор.

## Архитектура

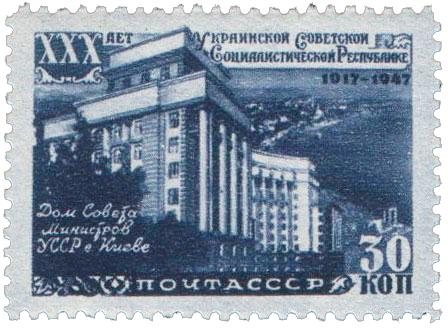
Почтовая марка СССР номиналом 30 копеек из выпуска «30 лет Украинской ССР». На марке изображён Дом Совета Министров Украинской ССР в Киеве (1936—1937 года, архитекторы И. Фомин, П. Абросимов).

Главный полукруглый фасад здания развёрнут в сторону улицы Михаила Грушевского и Городского парка. Одно из двух крыльев простирается вдоль Садовой улицы, другое — в глубину квартала. Центральный корпус насчитывает десять этажей, боковые крылья — семи-, восьмиэтажные, облицованные серым камнем, с колонами.
Здание является ярким примером использования принципов классической архитектуры. В оформлении главного фасада использованы модернизованные ордерные композиции — ионические одиночные и спаренные колоны и пилястры, а также высокие полуколонны, поделённые на многочисленные каменные глыбы  и увенчанные модернизованными коринфскими капителями. Базы колон и капители (высота — 2,5 м) отлиты из чугуна. Нижние этажи здания облицованы большими необработанными блоками тульчинского лабрадорита, цоколь, пояски и порталы — полированным головинским гранитом. В 1997 году верхние этажи и серые каменные полуколоны фасада были покрашены в светлый цвет.
Архитектуру здания высоко оценил Альберт Шпеер, побывавший во время войны в захваченном нацистами Киеве. Здание ему так понравилось, что он хотел даже пригласить автора на работу в Германию.
Внутренняя система планировки — коридорная, с двусторонним расположением рабочих помещений. Интерьеры здания почти полностью лишены декоративно-художественного оформления.
Литые металлические флагштоки и ажурные ворота изготовлены в 1947 году.